# Radar meteorologiczny

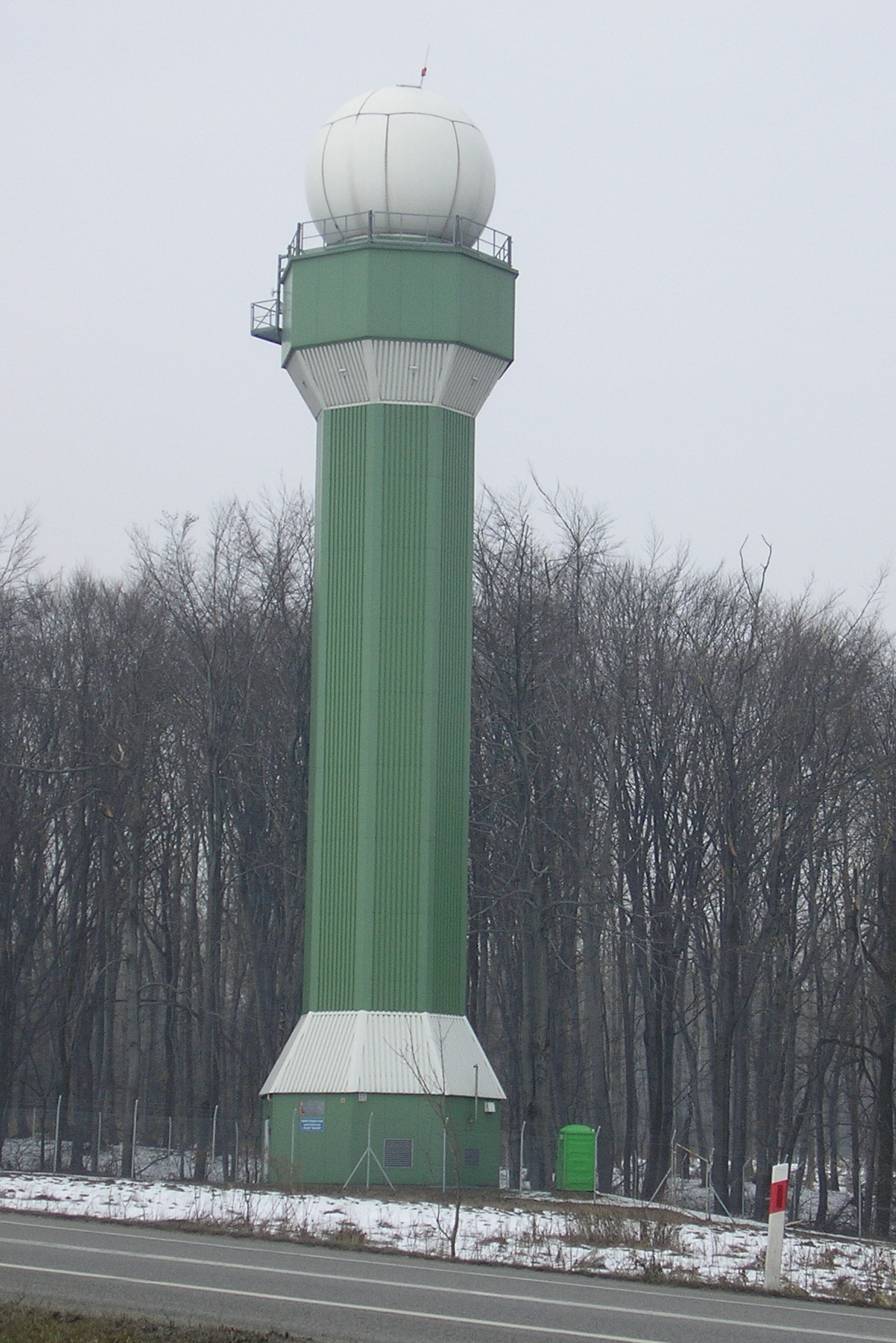
Radar meteorologiczny w Brzuchanii, k. Miechowa

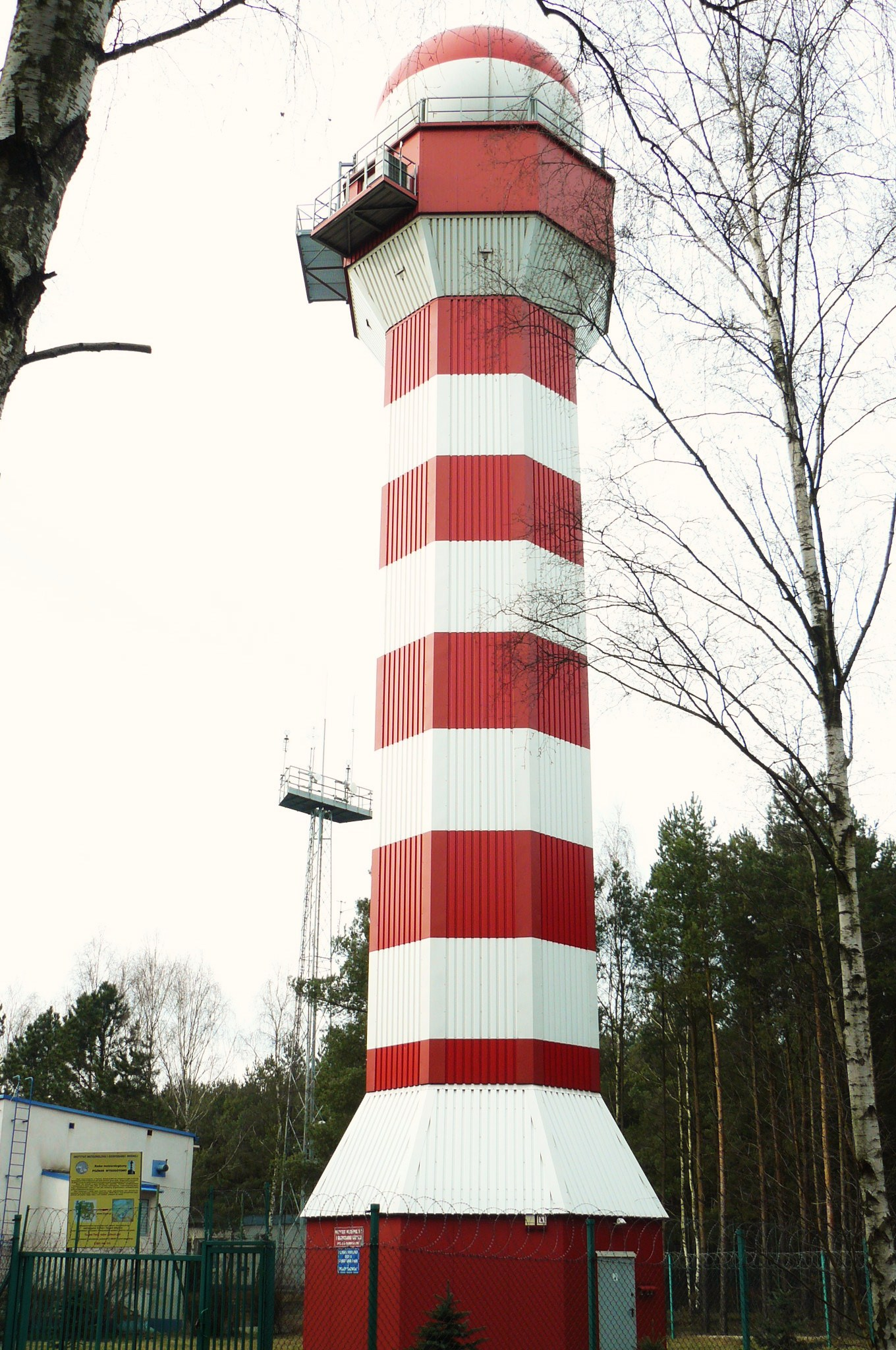
Radar w Wysogotowie

Radar meteorologiczny – radar używany do obserwacji opadów: ich położenia, intensywności, rodzaju i ruchu. Dane te są używane w prognozowaniu przyszłego położenia i intensywności opadów. Ogólna zasada działania radarów meteorologicznych, i ich budowa, są podobne jak innych rodzajów radarów, zaś parametry i sposób wykonywania pomiarów (długość fali, rozdzielczość, zasięg, strategia skanowania itd.) zostały dostosowane do pomiarów obiektów meteorologicznych.

## Budowa radaru meteorologicznego
Zasada działania radaru impulsowego polega na wysyłaniu w przestrzeń impulsów fal elektromagnetycznych, które są skoncentrowane w wąskiej wiązce, a następnie odbiorze fal odbitych od obiektów znajdujących się w atmosferze. Klasyczny radar impulsowy zbudowany jest z następujących modułów:
- Nadajnik generuje sygnał elektromagnetyczny o wysokiej mocy (na ogół 100–1000 kW w jednym impulsie) i wysokiej częstotliwości, w postaci bardzo krótkich impulsów. Czas trwania tych impulsów jest rzędu mikrosekund. Moment generowania impulsu jest wyznaczany przez synchronizator.

- Odbiornik wzmacnia pozyskiwane z anteny bardzo słabe sygnały do takiej wielkości, aby mogły być przejmowane przez system prezentacji. Odbierane sygnały mogą mieć moc rzędu 10−14 W, a więc są 1019 razy słabsze od sygnałów wysyłanych przez nadajnik. Do wykorzystania przez system potrzebne są sygnały o mocy rzędu 0,1 W, zatem wzmocnienie mocy odbiornika powinno być rzędu 1013 razy.

- Antena nadawczo-odbiorcza przejmuje od nadajnika za pośrednictwem przełącznika nadajnik-odbiornik sygnał w postaci krótkich impulsów elektromagnetycznych (o czasie trwania do kilku mikrosekund) o wysokiej częstotliwości, po czym wysyła je w przestrzeń w postaci ukierunkowanej wiązki. Ponadto antena odbiera z tejże przestrzeni sygnały elektromagnetyczne i kieruje je za pośrednictwem przełącznika nadajnik-odbiornik do odbiornika.

- Przełącznik nadajnik-odbiornik podłącza antenę: do nadajnika gdy nadajnik generuje impulsy o wysokiej częstotliwości i na ten czas odłącza ją od odbiornika, a w pozostałym okresie przełącznik odcina antenę od nadajnika i podłącza ją do odbiornika. Tryb pracy przełącznika nadajnik-odbiornik jest sterowany przez synchronizator (zegar systemu). Ponieważ okres pomiędzy kolejnymi impulsami {\displaystyle T} wynosi na ogół około 4 tysiące μs, zaś czas trwania (szerokość) {\displaystyle \tau } impulsu około 2 μs, zatem okres {\displaystyle T} jest około dwa tysiące razy dłuższy niż {\displaystyle \tau .} Czyli przez prawie cały czas pracy radaru antena pracuje dla odbiornika, a jedynie przez bardzo krótkie okresy czasu dla nadajnika. Przełącznik nadajnik-odbiornik zabezpiecza odbiornik i jego czułe układy wejściowe przed silnymi sygnałami nadajnika.

- System sterowania radarem i prezentacji danych. W dawnych typach radarów prezentacja odbywała się na wskaźnikach, które stanowiły odpowiednie lampy elektronowe. Obecnie służy do tego pakiet oprogramowania komputerowego, które steruje pracą radaru, czyli realizuje np. ustawianie anteny, czasów początku i końca obserwacji, uśrednianiem sygnału i jego przetworzeniem do postaci cyfrowej, a z drugiej strony wyświetla w dogodnej dla użytkownika formie wyniki pomiaru na ekranie monitora oraz przesyła je do użytkowników zewnętrznych. Najbardziej znane systemy przetwarzania danych radarowych zostały opracowane przez firmy: niemiecki Selex Gematronik (system Rainbow) oraz amerykańskie Sigmet (system Iris) i EEC (system Edge).

## Podstawowe parametry techniczne radaru meteorologicznego

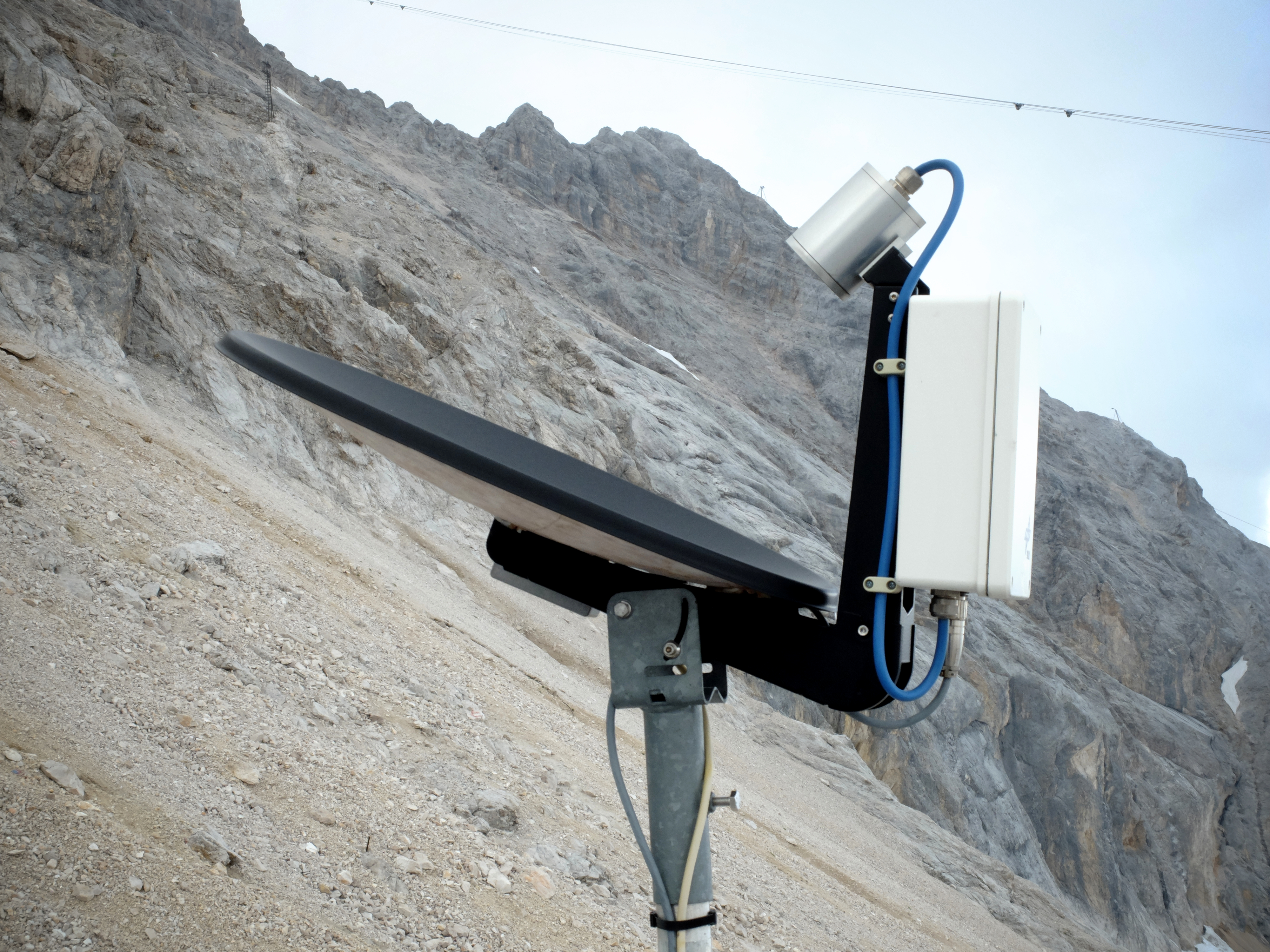
Mikroradar meteorologiczny w Schneefernerhaus

- Moc nadajnika w czasie trwania impulsu {\displaystyle P_{t}} [kW]. W radarach meteorologicznych wynosi ona około 100–1000 kW, na ogół około 200 kW. Ponieważ radar pracuje impulsowo, czas, w którym są wysyłane impulsy wynosi zaledwie ok. 2 μs, zaś cykl pracy wynosi ok. 4000 μs.

- Długość fali radaru {\displaystyle \lambda } [cm]. Tradycyjnie podaje się długość fali {\displaystyle \lambda ,} chociaż bardziej znane jest pojęcie częstotliwości sygnału {\displaystyle f.} Wielkości te przelicza się zależnością:

{\displaystyle \lambda ={\frac {c}{f}},}
gdzie: {\displaystyle c} – prędkość światła.
W meteorologii radarowej stosuje się następujące trzy pasma częstotliwości (długości fali):
| Nazwa pasma | Długość fali [cm] | Częstotliwość [GHz] |
| ----------- | ----------------- | ------------------- |
| X           | 3                 | 10                  |
| C           | 5                 | 6                   |
| S           | 10                | 3                   |

- Szerokość (czas trwania) impulsu {\displaystyle \tau } [μs]. Wyznacza ona minimalną zdolność rozdzielczą radaru w odległości. Impuls elektromagnetyczny przemieszczający się w przestrzeni ma długość {\displaystyle h=c\tau .} Na przykład jeśli {\displaystyle \tau } = 2 μs, to długość impulsu wynosi 600 m, ale w rzeczywistości, ponieważ w radarze korzystamy z przebiegu fali do obiektu i z powrotem, rozdzielczość sygnału w odległości jest o połowę mniejsza.

- Częstotliwość powtarzania impulsów {\displaystyle F_{p}} [Hz]. Na ogół wynosi ona kilkaset, niekiedy ponad 1000 Hz. Parametr ten decyduje o zasięgu jednoznacznego wykrywania oraz o zakresie pomiarowym częstotliwości dopplerowskiej (prędkości obiektów).

- Szerokość wiązki anteny {\displaystyle \theta } [°]. Jest to kąt, przy którym moc wysyłanego przez antenę sygnału wynosi połowę mocy sygnału w osi anteny (czyli mocy maksymalnej). Wynika to stąd, że wiązka radarowa nie ma ostrej granicy, ale opisuje ją krzywa dzwonowa. Im węższa jest wiązka, tym lepsza jest rozdzielczość przestrzenna danych radarowych. Dla radarów pracujących w paśmie C szerokość wiązki anteny wynosi zazwyczaj {\displaystyle \theta } = 1°. Ponadto w pewnej odległości kątowej od osi wiązki występują wtórne maksima mocy, tzw. listki boczne. Ich wielkość i położenie ma istotny wpływ na pojawianie się tzw. ech stałych, czyli ech pochodzących od obiektów naziemnych.

## Podstawowe równanie radiolokacji
Tzw. podstawowe równanie radiolokacji określa zależność między mocą sygnału odebranego przez radar {\displaystyle P_{r}} (odbitego od obiektu), a mocą sygnału wysłanego {\displaystyle P_{t}.} Przy pewnych założeniach upraszczających, m.in. zakładając izotropowość anteny, jednolitą moc sygnału w wiązce:
{\displaystyle P_{r}={\frac {GP_{t}\sigma A_{e}L_{r}}{(4\pi r^{2})^{2}}},}
gdzie:
{\displaystyle G} – zysk anteny [–],
{\displaystyle \sigma } – skuteczna powierzchnia rozpraszania [m²],
{\displaystyle A_{e}} – powierzchnia skuteczna anteny [m²],
{\displaystyle L_{r}} – współczynnik strat mocy między nadajnikiem a odbiornikiem [–],
{\displaystyle r} – odległość od radaru [m].

## Odbiciowość radarowa. ZależnośćZ–R
W praktyce zamiast powyższego równania na moc sygnału odbitego od obiektu, stosuje się równanie, do którego wprowadza się wielkość zwaną odbiciowością radarową {\displaystyle Z{:}}
{\displaystyle P_{r}=C_{r}{\frac {Z}{r^{2}}},}
gdzie: {\displaystyle C_{r}} – stała radarowa.
Stałą radarową wyznacza się na podstawie technicznej kalibracji radaru. Odbiciowość {\displaystyle Z} [mm6 m−3] stanowi wielkość bezpośrednio mierzoną przez radar. W praktyce stosuje się odbiciowość wyrażoną w jednostkach dBZ:
{\displaystyle Z} [dBZ] = 10 log {\displaystyle Z} [mm6 m−3].
Odbiciowość danego obiektu meteorologicznego zależy od rozkładu średnic {\displaystyle D_{i}} kropel wody w tym obiekcie:
{\displaystyle Z=\Sigma D_{i}^{6}}
gdzie sumowanie odbywa się po wszystkich {\displaystyle i} kroplach wody znajdujących się w tym obiekcie.
Wielkością fizyczną interesującą w pomiarach radarem meteorologicznym stanowi jednak nie odbiciowość {\displaystyle Z} [dBZ], ale natężenie opadu {\displaystyle R} [mm]. Ze względu na niejednorodny rozkład średnicy kropel wody w danym obiekcie, do obliczania natężenia opadu na podstawie pomiarów odbiciowości stosuje się empiryczny wzór o postaci:
{\displaystyle Z=aR^{b},}
gdzie: {\displaystyle a,} {\displaystyle b} – współczynniki.
Jest to tzw. zależność {\displaystyle Z{-}R.} Ponieważ rozkład średnicy kropel jest bardzo zmienny w czasie i przestrzeni oraz zależny od rodzaju opadu, parametry tego równania mogą zmieniać się w szerokim zakresie. W związku stosuje się różne uśrednione wartości tych parametrów. Najbardziej znaną postacią tej zależności jest wzór Marshalla-Palmera:
{\displaystyle Z=200R^{1,6}}
Na podstawie tego wzoru, wykonując radarowe pomiary odbiciowości, oblicza się natężenie opadu {\displaystyle R.}

## Radar dopplerowski
Radary, które są przystosowane do pomiaru efektu Dopplera, zwane są radarami dopplerowskimi. Efekt Dopplera polega na zmianie częstotliwości sygnału odbitego od obiektu, jeśli obiekt ten przybliża się lub oddala od radaru – znajduje się względem niego w ruchu. Obiekty meteorologiczne na ogół nie są statyczne. Gdy obiekt oddala się, to częstotliwość echa maleje, gdy zaś obiekt przybliża się, to częstotliwość echa rośnie. Zatem częstotliwość sygnału odbijanego od obiektu może być miarą prędkości jego ruchu względem radaru. Zjawisko to wykorzystuje się w radarach dopplerowskich do pomiaru ruchu obiektów meteorologicznych. Prędkość wiatru utożsamiana jest z prędkością chmur, zatem pośrednio pomiarowi podlega również prędkość wiatru.
Zmiana częstotliwości echa na skutek efektu Dopplera jest równa:
{\displaystyle f_{d}={\frac {2v_{r}}{\lambda }},}
gdzie: v_r – prędkość radialna obiektu.
Częstotliwość dopplerowska, czyli zmiana częstotliwości sygnału wywołana efektem Dopplera, w przypadku obiektów meteorologicznych nie przekracza wartości kilku kHz. Jest to zbyt mała zmiana w odniesieniu do częstotliwości sygnału wysyłanego, by można było zmierzyć ją bezpośrednio. W praktyce sygnał dopplerowski jest uzyskiwany przez zmieszanie fali nadawanej i odbieranej oraz wydzieleniu drgań o niskiej częstotliwości równych różnicy częstotliwości drgań fali nadawanej i odbieranej.
Pomiar efektu Dopplera w radarach meteorologicznych jest wykorzystywany przede wszystkim do pomiaru pola wiatru. Równie ważnym zastosowaniem jest wykorzystanie go do eliminacji tzw. echa stałych – ech niemeteorologicznych, pochodzących od wzniesień, gór itd. Posiadają one zerową prędkość.

## Prace badawcze
Ze względu na możliwości, jakie stwarzają dane radarowe dla wielu dziedzin wiedzy, m.in. meteorologii, fizyki atmosfery, hydrologii i in., prowadzone są intensywne prace badawcze nad interpretacją, przetwarzaniem i wykorzystaniem danych dostarczanych przez radary meteorologiczne. W szczególności rozwinęły się takie dziedziny jak meteorologia radarowa i hydrologia radarowa. Prace te prowadzone są przez służby meteorologiczne poszczególnych krajów, instytuty badawcze i uczelnie. Są one finansowane także przez fundusze europejskie.
Polska brała udział w następujących międzynarodowych programach badawczych w zakresie meteorologii i hydrologii radarowej:
| Nazwa projektu                                                                             | Akronim    | W ramach programu                     | Koordynator                                                      | Instytucje z Polski | Okres realizacji |
| ------------------------------------------------------------------------------------------ | ---------- | ------------------------------------- | ---------------------------------------------------------------- | ------------------- | ---------------- |
| Multiple-sensor precipitation measurements, integration, calibration and flood forecasting | MUSIC      | 5. PR UE                              | Università di Bologna (Włochy)                                   | IMGW                | 2001–2004        |
| Risk – Advanced weather forecast system to advise on risk events and management            | RISK AWARE | INTERREG IIIB CADSES                  | Agenzie Regionali per la Protezione Ambientale, Bologna (Włochy) | IMGW                | 2003–2007        |
| An advanced weather radar network for the Baltic Sea Region: BALTRAD                       | BALTRAD    | Baltic Sea Region Programme 2007–2013 | Sveriges Meteorologiska och Hydrologiska Institut (Szwecja)      | IMGW                | 2009–2012        |

Ponadto Polska bierze udział w akcjach programu COST (European Cooperation in Science and Technology) poświęconych głównie rozwojowi zastosowań radarów meteorologicznych:
- COST 717 „Use of radar observations in hydrological and NWP models” (1999–2004),
- COST 731 „Propagation of uncertainty in advanced meteo-hydrological forecast systems” (2005–2010).

Odbywają się regularnie konferencje naukowe poświęcone głównie zagadnieniom meteorologii i hydrologii radarowej:
- Conference on Radar Meteorology AMS (co dwa lata),
- ERAD – European Conference on Radar in Meteorology and Hydrology (co dwa lata od 2000 r.),
- WRaH – Weather Radar and Hydrology (co kilka lat).

Oprócz tego wiele konferencji z tematyki meteorologii i hydrologii oraz bardziej szczegółowych zagadnień, w części poświęconych jest zagadnieniom radarowym.